# Chuno (serie televisiva)
Chuno (추노?, 推奴?), anche nota con il titolo internazionale The Slave Hunters, è una serie televisiva sudcoreana trasmessa su KBS2 dal 6 gennaio al 25 marzo 2010.
Ha riscosso l'approvazione di critica e pubblico grazie alle scene di combattimento intricate ma grintose, all'umorismo scurrile e ai momenti di pathos e umanità. I critici hanno elogiato in modo particolare la sontuosa fotografia del regista Kwak Jung-hwan, il cui uso di una telecamera Red One ha conferito alle inquadrature un aspetto cinematografico. La serie è rimasta in cima alla classifica degli ascolti per sette settimane consecutive, con una media del 31,7% e un picco del 35,9%.
Chuno ha vinto, tra gli altri, quattro Seoul International Drama Award e cinque KBS Drama Award, dove il protagonista Jang Hyuk ha ricevuto il Gran premio come migliore attore. Jang è stato anche candidato come miglior attore agli International Emmy Award del 2011 per la sua interpretazione.

## Trama
Dinastia Joseon, XVII secolo. Lee Dae-gil è un uomo di nobile famiglia che si innamora ricambiato di Un-nyun, la sorella di Keun-nom, uno schiavo di proprietà della sua famiglia. I suoi genitori, però, osteggiano l'unione e condannano la ragazza alla morte per disidratazione in una baracca. Keun-nom corre a salvarla, sfregiando Dae-gil in volto con una falce e incendiando la sua residenza, che gli crolla addosso avvolta dalle fiamme. Credendo Dae-gil morto, Keun-nom e Un-nyun fuggono e, una volta acquisita abbastanza ricchezza, acquistano un posto nella nobile famiglia Kim e una nuova identità, diventando rispettivamente Kim Seong-hwan e sua sorella Kim Hye-won.
Dae-gil, intanto, spinto dal desiderio di vendetta e dall'ossessione/amore per Un-nyun, diventa un cacciatore di schiavi e la cerca in lungo e in largo per dieci anni. Durante le sue peripezie viene ingaggiato per catturare l'ex generale fuggitivo Song Tae-ha, retrocesso al rango di schiavo dopo essere rimasto coinvolto nella morte sospetta del principe ereditario Sohyeon, di sua moglie e dei loro tre figli. All'insaputa di Dae-gil, Tae-ha lungo la strada ha incontrato Hye-won/Un-nyun, in fuga da un matrimonio combinato con un potente nobile, e sta ora viaggiando con lei dopo averla salvata dal pericolo.

## Personaggi e interpreti
- Lee Dae-gil, interpretato da Jang Hyuk
- Song Tae-ha, interpretato da Oh Ji-ho
- Un-nyun/Kim Hye-won, interpretata da Lee Da-hae
- Eop-bok, interpretato da Gong Hyung-jin
- Hwang Chul-woong, interpretato da Lee Jong-hyuk
- Generale Choi, interpretato da Han Jung-soo
- Wang-son, interpretato da Kim Ji-seok
- Chun Ji-ho, interpretato da Sung Dong-il
- Lee Gyeong-sik, interpretato da Kim Eung-soo
- Seol-hwa, interpretata da Kim Ha-eun